# Chaussée
Pour les articles homonymes, voir Chaussée (terre-plein), Chaussée (écueil), La Chaussée et  Chaussée (haut-fond).

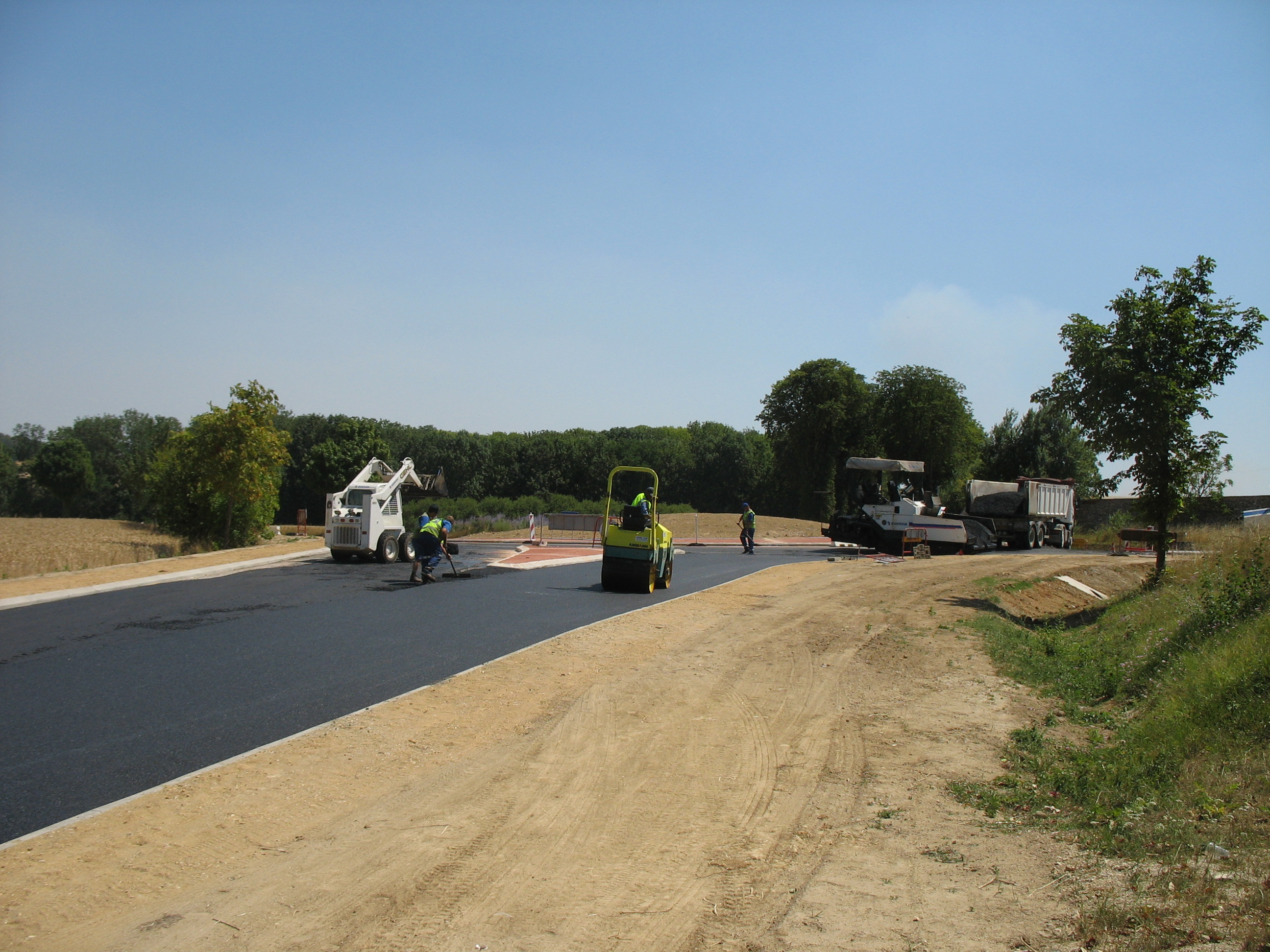
Bitumage d'une chaussée.

La chaussée (du latin calceata, « voie construite en chaux », en référence aux routes médiévales importantes qui étaient recouvertes de cailloux et pierre liés à la chaux) est la partie médiane d'une voie de communication affectée à la circulation des véhicules, par contraste avec les trottoirs et bermes réservés aux piétons.
Elle assure les déplacements des usagers et le transport des marchandises, quelles que soient les conditions météorologiques, dans des conditions de sécurité et de confort adapté au type d’itinéraire.
D'un point de vue mécanique, son rôle est de répartir les charges mécaniques sur le sol support, quelles que soient les conditions environnantes.

## Éléments historiques

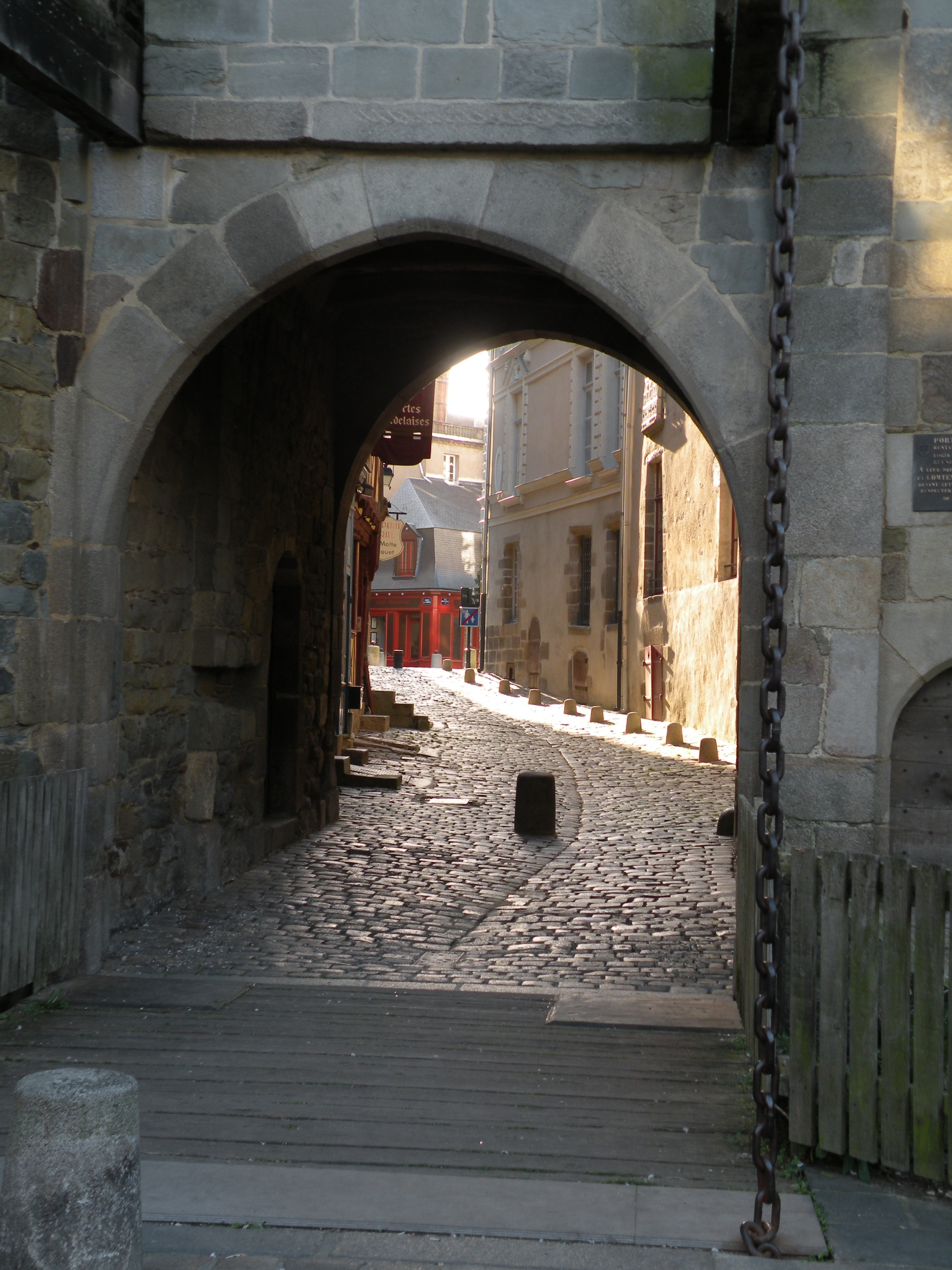
La rue de la Porte mordelaise menant à la cathédrale de Rennes. Les villes médiévales font appel aux vidangeurs professionnels et nomment un responsable de l'hygiène publique. Cet officier veille à l'état des chaussées, à l'entretien des pavés et des caniveaux qui conservent les eaux nauséabondes, les systèmes de chasse mis en place étant plus ou moins efficaces.

L'essor des villes et du commerce qui accompagne la renaissance du XIIe siècle se traduit par l'animation des voies romaines anciennes et la création de routes nouvelles empierrées (avec des cailloux liés par la chaux) qui amènent des modifications profondes au sein de la société traditionnelle et de la vie quotidienne. Le développement du réseau routier se traduit par la création de sentiers (3 pieds de large), de voières (8 pieds), de voies (15 pieds), de chemins (32 pieds) et de chemins royaux (54 pieds). Sur ces derniers, circulent les grands de ce monde, accompagnés de leur cour. Le réseau moins important est surtout emprunté par des personnages beaucoup plus humbles (soldats, courriers, pèlerins, marchands, moines mendiants) qui se déplacent à pied. « Quelques-uns à cheval, mulet ou à dos d’âne. Rares sont les carrosses car les routes sont trop défoncées pour permettre qu'un voyage de quelque amplitude se déroule dans un confort relatif ; seuls de très courts trajets, kilométriquement parlant, sont accomplis au pas nonchalant des bœufs. Sur les routes, les animaux de selle ou de bât sont donc largement majoritaires, même pour certains transports de marchandises ».
Le développement désordonné des villes médiévales rend difficile la mise en place de réseaux d'égouts souterrains. La chaussée est fréquemment constituée par de la terre, mais des pavés ou des galets sont quelquefois mis en place pour éviter qu'en l'absence de dénivellation et si le terrain est naturellement humide, elle devienne, à chaque orage, un bourbier malodorant. La gestion des déchets se traduit par des réalisations qui débutent par l’usage de simples rigoles creusées à même le sol le long des façades des maisons puis des tranchées maçonnées, les caniveaux. Les rigoles, franchies par une passerelle de bois, sont des fossés plus ou moins grands faisant l'objet d'anecdotes ou de procès-verbaux d’enquêtes judiciaires qui racontent comment des passants éméchés se coincent les pieds dedans, s’y embourbent et s'y noient. Dans bien des cas, les axes majeurs de circulation sont constitués de deux plans inclinés vers un caniveau central (le ruisseau), tranchée creusée au milieu des chaussées sans trottoirs de forme concave. Ce dispositif permet de faciliter l'écoulement des eaux de pluie, d'éviter quelques glissades en période d'humidité, et sert de rigole d'écoulement pour évacuer les eaux usées déversées par les habitants (directement depuis les étages dans les maisons à encorbellement, malgré des édits qui en interdisent la pratique), ou les excréments des piétons et des animaux. Ces équipements, pratiques mais sommaires, sont cependant vite saturés : « ils nuisent à l’esthétique urbaine et leurs exhalaisons peuvent être redoutables avec les chaleurs estivales ».
Les gens du peuple qui croisent des aristocrates, des bourgeois ou des gens respectables (par leur âge, leur fonction), doivent se décaler vers le cloaque du centre tandis que ces derniers continuent à « battre le haut du pavé ». Les habitants comptent sur la pluie, et notamment les orages pour curer « naturellement » ces profondes rigoles. Des ruisseaux encaissés, recouverts de dalles ou laissés à l'air libre, prennent parfois le relais, avec plus ou moins d'efficacité en tant que système de chasse d'eau.

## Chaussée pavée

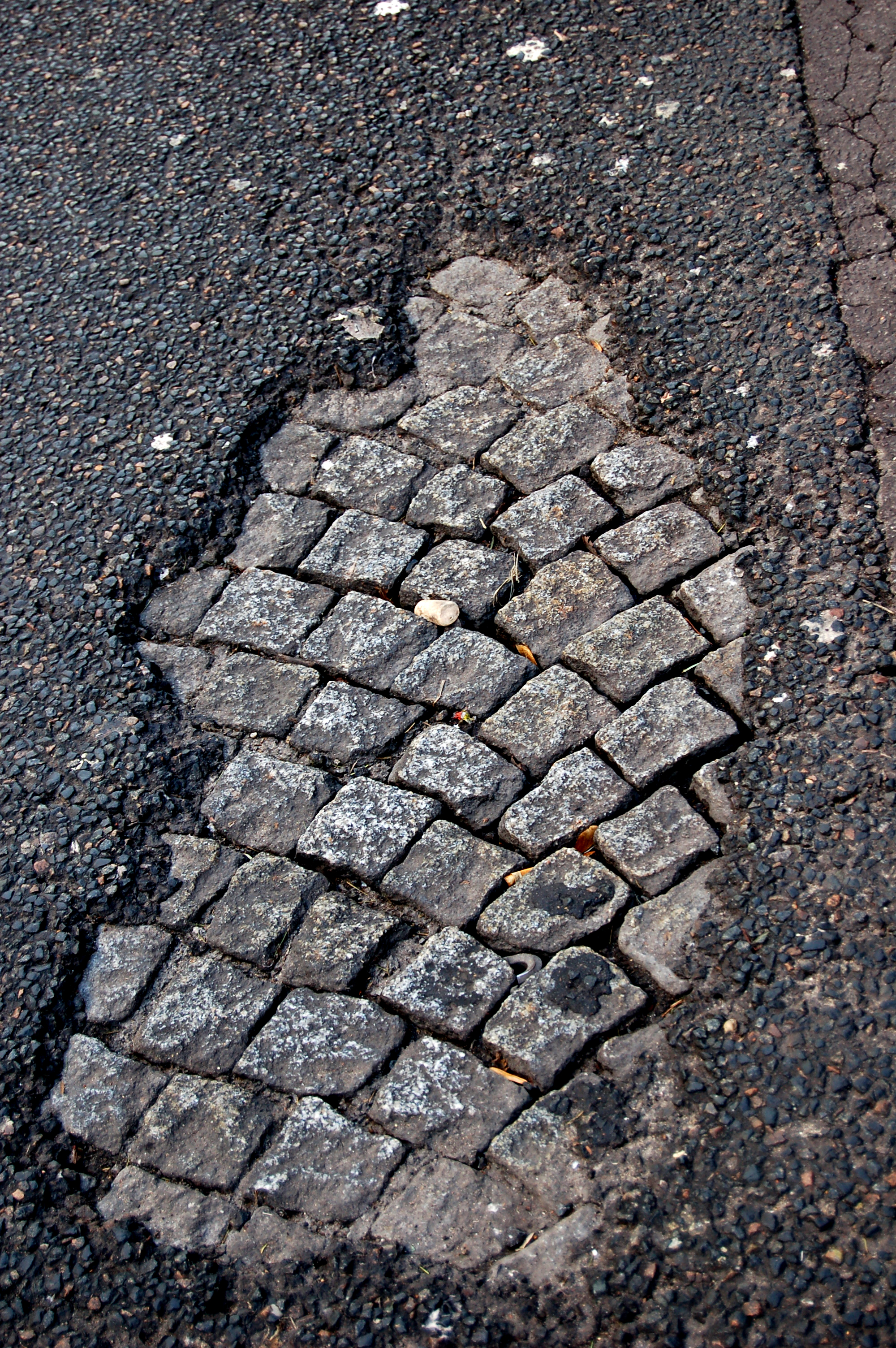
Pavés sous de l'enrobé bitumineux.

Dans les villes, la chaussée peut être recouverte de pavés en pierre, généralement du granit. Celle-ci est parfois recouverte d'enrobé bitumineux.

## Chaussée bitumée
Les chaussées bitumées sont réalisées en plusieurs couches:7 :
- la couche de roulement est généralement constituée de béton bitumineux, mais pour les faibles trafics, on se contente quelquefois d'un enduit superficiel à base de bitume en émulsion ou fluidifié par un solvant.
- la couche de base et la couche de fondation qui assurent la diffusion des efforts sont souvent constituées de graves traitées avec des liants hydrauliques (ciment, laitier, cendre volante) ou bitumineux.

L'ensemble repose sur le sol par l'intermédiaire d'une couche de forme dont l'épaisseur peut être importante si la portance du terrain est faible. Pour économiser des matériaux, on la remplace parfois par un traitement du sol en place au ciment et/ou à la chaux, si sa nature s'y prête (limon, argile, craie). On peut parfois ajouter aussi un géotextile (feutre anticontaminant tissé ou non tissé).
En cas de trafic important, on interpose parfois une couche de liaison entre la couche de roulement et la couche de base pour faciliter la reprise des efforts superficiels (horizontaux). La plupart du temps, les couches sont collées les unes avec les autres afin d'obtenir une meilleure transmission des efforts horizontaux. Le collage se fait au moyen de bitume pur ou d'émulsion. Des catalogues de chaussées types ont été constitués pour faciliter le travail des concepteurs. Ils prennent en compte les différents matériaux disponibles, et le trafic routier prévisible. C'est uniquement le trafic des poids lourds qui détermine les épaisseurs des couches de base et fondation (1PL=500 000VL).
Les autoroutes qui supportent de forts trafics lourds sont quelquefois constituées de dalles en béton armé (les couches de roulement et de base sont confondues en une seule). Cette technique présente une plus grande longévité et une moindre sensibilité à l'orniérage, mais elle est plus onéreuse à sa création et difficile à mettre en œuvre en raison du délai de prise du ciment. De plus la surface du béton ne permet pas la circulation sans traitement de surface (striage ou pose d'un revêtement bitumineux). La jonction entre les dalles nécessite une attention particulière pour éviter leur décalage, source d'inconfort et de dégradation prématurée (battage).
Pendant des décennies, les constructeurs de chaussées se sont efforcés, comme McAdam, d'empêcher l'eau de pénétrer à l'intérieur des chaussées. Cependant de nouvelles techniques apparaissent :
- les enrobés drainants éliminent le film d'eau qui se forme en surface et diminuent ainsi les projections et le risque d'aquaplanage
- les chaussées réservoirs permettent de limiter ou ralentir le ruissellement et participent donc à la prévention des inondations.

La formulation de ces nouveaux matériaux est délicate car leur plus grande porosité entraîne une résistance mécanique plus faible, des risques de colmatage et une plus grande sensibilité au gel. Par ailleurs, elle nécessite des bitumes et des granulats particulièrement adaptés pour obtenir une très bonne tenue à l'eau.
En France, la direction générale des routes (ministère des Transports) déconseille les BBDr (bétons bitumineux drainants) dans les régions situées à l'est de Paris car elles sont très difficilement exploitables en hiver.